# Strigamia parviceps
Strigamia parviceps är en mångfotingart som beskrevs av Charles Thorold Wood 1862. Strigamia parviceps ingår i släktet Strigamia och familjen spoljordkrypare. Inga underarter finns listade i Catalogue of Life.